# 根井大輝
根井 大輝（ねのい ひろき、1999年7月26日 -　）は、群馬県前橋市出身の元プロ野球選手（内野手）。現役時代の所属は独立リーグのみであった。

## 来歴
兄の影響で小学校入学前に野球を始める。
高崎健康福祉大学高崎高等学校では3年春に第89回選抜高等学校野球大会に出場し、ベスト8だった。高校時代には前十字靱帯断裂の負傷により、約1年をリハビリに費やした。この間に人体や食事についての勉強をしていたという。
高校を卒業した後は、駿河台大学に進学。2021年の東京新大学野球連盟1部春季リーグでは三塁手部門でベストナインを獲得した。同年11月9日にルートBCリーグドラフト会議でベースボール・チャレンジ・リーグ（ルートインBCリーグ）の埼玉武蔵ヒートベアーズから特別合格選手として発表された。背番号は5。
埼玉では3シーズンプレーし、2024年9月25日に「今シーズンをもちまして、野球人生にピリオドを打つ決断をしました」というコメントを付す形で、任意引退による退団が球団より発表された。

## 選手としての特徴
50メートル走は6.0秒、遠投は115mを記録した。

## 詳細情報

### 独立リーグでの年度別打撃成績
| 年 度     | 球 団     | 試 合 | 打 席 | 打 数 | 得 点 | 安 打 | 二 塁 打 | 三 塁 打 | 本 塁 打 | 塁 打 | 打 点 | 盗 塁 | 盗 塁 死 | 犠 打 | 犠 飛 | 四 球 | 敬 遠 | 死 球 | 三 振 | 併 殺 打 | 打 率 | 出 塁 率 | 長 打 率 | O P S |
| --------- | --------- | ----- | ----- | ----- | ----- | ----- | -------- | -------- | -------- | ----- | ----- | ----- | -------- | ----- | ----- | ----- | ----- | ----- | ----- | -------- | ----- | -------- | -------- | ----- |
| 2022      | 埼玉      | 55    | 204   | 179   | 28    | 51    | 6        | 4        | 3        | 74    | 26    | 8     | 4        | 4     | 3     | 14    | -     | 4     | 41    | 3        | .285  | .345     | .413     | .758  |
| 2023      | 埼玉      | 59    | 254   | 201   | 37    | 54    | 7        | 0        | 5        | 76    | 27    | 6     | 5        | 3     | 3     | 41    | -     | 6     | 39    | 4        | .269  | .402     | .378     | .780  |
| 2024      | 埼玉      | 53    | 177   | 147   | 17    | 31    | 7        | 0        | 0        | 38    | 17    | 5     | 3        | 2     | 3     | 24    | -     | 1     | 42    | 1        | .211  | .320     | .259     | .579  |
| 通算：3年 | 通算：3年 | 167   | 635   | 527   | 82    | 136   | 20       | 4        | 8        | 188   | 70    | 19    | 12       | 9     | 9     | 79    | -     | 11    | 122   | 8        | .258  | .361     | .357     | .718  |

- 2024年度シーズン終了時点。

### 背番号
- 5（2022年 - 2024年）